# Hyper Scape
Hyper Scape is een battle royalespel dat is ontwikkeld door Ubisoft Montreal en uitgegeven door Ubisoft. Het spel is speelbaar op Microsoft Windows, PlayStation 4 en Xbox One.
Op 2 juli 2020 ging het spel in gesloten bèta, waarbij een aantal influencers in samenwerking met Ubisoft het spel al kon streamen. Dit was tevens hoe het spel officieel werd aangekondigd. Op die dag was Hyper Scape de meest bekeken game op het streamingplatform Twitch.
Op 12 juli 2020 werd de open bèta-versie van het spel uitgebracht op Windows, waarbij het spel al door iedereen gedownload kon worden voordat het werd uitgebracht.
Sinds 28 april 22 is het spel niet meer te spelen, omdat Ubisoft de servers offline gehaald heeft.

## Verhaal
De game speelt zich af in het jaar 2054 in Neo-Arcadia, onderdeel van een metaverse gemaakt door het bedrijf Prisma Dimensions. Binnen deze metaverse vechten spelers met elkaar in een sport die bekend staat als Crown Rush. De setting is vergeleken met die van The Oasis in Ready Player One.

## Ontvangst
Hyper Scape werd gematigd ontvangen. Metacritic geeft de game een score van 60 voor de Xbox One-versie, een score van 64 voor de PlayStation 4-versie en een score van 68 voor de Windows-versie gebaseerd op een verzameling van recensies. Jordan Ramée van GameSpot gaf een 6. Hij merkte op dat de speler goede middelen tot de beschikking heeft om te vechten, maar dat de speler geluk moet hebben om te krijgen wat nodig is om de kans om te winnen te vergroten.

## Seizoenen
De uitgever brengt nieuwe spelmogelijkheden per seizoen uit.
| Nr | Titel               | Start            | Einde          |
| -- | ------------------- | ---------------- | -------------- |
| 1  | The First Principle | 11 augustus 2020 | 4 oktober 2020 |
| 2  | The Aftermath       | 6 oktober 2020   | 11 maart 2021  |
| 3  | Shadow Rising       | 11 maart 2021    | n.n.b.         |